# Jaldin
Jaldin (persa: خالدين, romanizado como Khāldīn  también conocido como  Khaldin  y Khāledīn), es una aldea oficial de Iran en el distrito rural de Dashtabi-Este, distrito de Dashtabi, condado de Buin Zahra, provincia de Qazvin.
En el censo de 2006, su población era de 218, en 45 familias.